# Elysius pauper
Elysius pauper là một loài bướm đêm thuộc phân họ Arctiinae, họ Erebidae.